# Овчагино
Овчагино — деревня в муниципальном округе Егорьевск Московской области России.

## География
Деревня Овчагино расположена в северо-западной части муниципального округа Егорьевск, примерно в 6 километрах к востоку от города Егорьевск. По южной окраине деревни протекает река Рудинка. Высота над уровнем моря 133 метров.

## История
До отмены крепостного права жители деревни относились к разряду государственных крестьян.
После 1861 года деревня вошла в состав Поминовской волости Егорьевского уезда. Приход находился в селе Ново-Егорьевское.
В 1926 году деревня входила в Клеменовский сельсовет Поминовской волости Егорьевского уезда.
До 1994 года Овчагино входило в состав Клеменовского сельсовета Егорьевского района, а в 1994—2006 годы — Клеменовского сельского округа.
До 2015 года Овчагино входило в состав городского поселения Егорьевск.

## Демография
В 1885 году в деревне проживало 328 человек, в 1905 году — 313 человек (143 мужчины, 170 женщин), в 1926 году — 260 человек (114 мужчин, 146 женщин). По переписи 2002 года — 65 человек (29 мужчин, 36 женщин). Население — 84 человек (2010).
| 1859 | 1868 | 1885 | 1905 | 1926 | 2002 | 2006 |
| ---- | ---- | ---- | ---- | ---- | ---- | ---- |
| 220  | ↘206 | ↗328 | ↘313 | ↘260 | ↘65  | ↗84  |
| 2010 |      |      |      |      |      |      |
| →84  |      |      |      |      |      |      |